# Kurt Hahn (officier)
Kurt Hahn (né le 22 juillet 1901 à Januschkau, mort le 4 septembre 1944 à Berlin) est un officier allemand, membre du complot du 20 juillet 1944.

## Biographie
En 1922, Hahn intègre dans une unité de cavalerie de la Reichswehr à Königsberg. En 1934, il est officier de la Nachrichtentruppe von Wehrmacht und Waffen-SS et en 1935 formateur pour la radio et les télécommunications dans la nouvelle école de renseignement militaire à Halle-Dölau. En 1937, il arrive à Berlin avec l'inspection. Au cours de la Seconde Guerre mondiale, Hahn est sur le front de l'Est puis il est en 1943 colonel dans l'état-major d'Erich Fellgiebel.
Hahn a une bonne relation personnelle avec Fellgiebel qui le fait entrer dans le complot. Le 20 juillet 1944, il est présent dans l'Oberkommando des Heeres à Mauerwald et essaie de l'isoler du Quartier général du Führer, ce qu'il ne réussit pas. Hahn est arrêté par la Gestapo le 12 août, jugé et condamné à mort par le Volksgerichtshof le 4 septembre. Le même jour, il est pendu dans la prison de Plötzensee.